# 森川恵古
森川 恵古（もりかわ けいこ、1974年 5月6日 - ）は日本の女優 。東京都出身。

## 人物
マーティン・スコセッシ監督の映画沈黙 -サイレンス-ではエキストラのオーディションに合格。
現場で監督から目がとまり、キャストに引き上げられたというエピソードがある。
小劇場で2人芝居（「ダニーと紺碧の海」 J・パトリック・シャンリー作/小笠原響 演出）などをやっていたが、
その後､蜷川幸雄の舞台や商業演劇を経て、現在は、映像作品に多数出演している。
大学時代に松竹株式会社主催のコンテストにて、ミス大妻女子大学に選ばれ、審査員であった女優･ 羽田美智子とドラマで再会した喜びをブログに書いている。
幼なじみの母親が「赤ひげ」の女優･二木てるみであり、その影響を多大に受けて、幼少時代から黒澤明映画を見続け映画の世界に魅了される。
女優･二木てるみの紹介で18才から劇団若草にて基礎を学び、いくつかの事務所所属を経て、2019年以降フリーランスとなる。
低予算でも台本が良ければ、出演するスタンスを貫いている。
沈黙 -サイレンス-以降は、外国人監督との作品が多くなっている。
日本舞踊と茶道、英会話の勉強を長年続けている。

## 出演

### 映画
- 時々は、眠れない夜に（2020年）- お母さん 役[1]